# La mia estate con Cinzia
La mia estate con Cinzia è un album discografico del cantante italiano Nico Fidenco, pubblicato nel 1970 dalla Ri-Fi.

## Descrizione
Dopo un periodo di grande successo in seno alla RCA, Fidenco abbandona l'etichetta per dedicarsi quasi esclusivamente alla composizione di colonne sonore per il Cinema di genere, mercato molto florido in quegli anni. Dopo aver inciso per etichette quali Parade e Fonit passa alla Ri-Fi, per la quale nel periodo 1970-1971 incide tre 45 giri ed un album pop composto interamente di inediti. 
Il disco, prodotto da Adriano Aragozzini e registrato negli studi Play-Co di Milano da Gianluca Citi, raccoglie otto brani composti da Nico Fidenco, su musica di Giorgio Prosperi, suonati dall'orchestra di Lawrence Whiffin. Alle parti recitative di alcuni brani partecipa l'attrice e cantante Lidia Costanzo.
La mia estate con Cinzia è un concept album che attraverso i vari brani racconta una storia d'amore estiva.
L'album contiene anche le canzoni Tu ed io...io e te e il treno Partirà, pubblicate nell'unico singolo estratto dall'album.

## Edizioni
L'album fu pubblicato in Italia in LP dalla Ri-Fi con numero di catalogo RFL ST 14046 e rappresenta uno dei dischi più rari del cantautore, in quanto non è mai stato ristampato né in LP né in CD. Nel 2021 il disco vede finalmente una pubblicazione sulle piattaforme digitali e sui servizi di streaming.

## Tracce
LATO A
1. Come una volta
2. La mia estate con Cinzia
3. Per ogni amore che se ne va
4. Ascolta amica mia

LATO B
1. Di là dal fiume
2. Non so se ti amo
3. Tu ed io...io e te
4. Quando il treno partirà